# Liepe (Brandenburgia)
Liepe (pol. Lipa) – gmina w Niemczech, w kraju związkowym Brandenburgia, w powiecie Barnim, wchodzi w skład Związku Gmin Britz-Chorin-Oderberg.
W miejscowości znajduje się zabytkowy kościół z XX w., posiadający XVIII-wieczne wyposażenie.
W średniowieczu obszar zamieszkiwali słowiańscy Wkrzanie.

## Demografia
Wykres zmian populacji Liepe w granicach z 2013 r. od 1875 r.: